# II wojna w Zatoce Perskiej

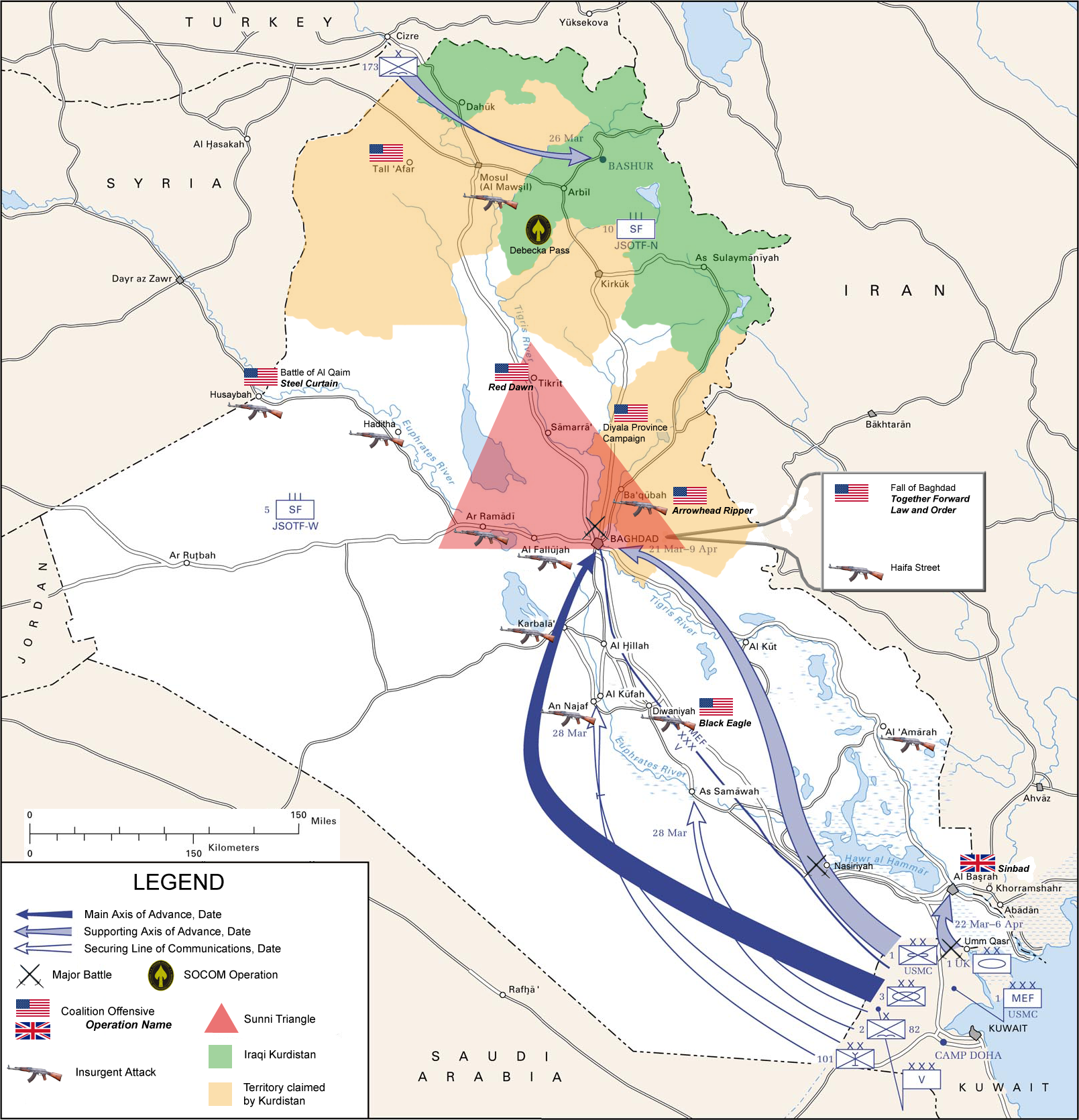
Schemat przebiegu działań wojennych

II wojna w Zatoce Perskiej – konflikt zbrojny, który rozpoczął się 20 marca 2003 inwazją koalicji sił międzynarodowych (głównie USA i Wielkiej Brytanii) na Irak. Po około trzech tygodniach walk siły międzynarodowe objęły kontrolę nad większością terytorium Iraku, obalając rząd tworzony przez partię Baas, na czele z Saddamem Husajnem, i rozpoczynając okupację tego kraju, trwającą formalnie do 2005.
Siły międzynarodowe liczyły ok. 250 000 żołnierzy amerykańskich, 45 000 brytyjskich, 2000 australijskich, 180 polskich (ORP „Kontradmirał Xawery Czernicki”, grupy GROM i pododdziału usuwania skażeń chemicznych z 4 Pułku Chemicznego w Brodnicy). Oprócz tego siły te były wspierane od północy przez ok. 50 000 partyzantów kurdyjskich. Siły międzynarodowe wkroczyły do Iraku od południa, przekraczając granicę od strony Kuwejtu i Zatoki Perskiej. Przeciwstawiły się im liczniejsze, lecz gorzej uzbrojone i nieprzygotowane siły irackie. Składały się one z:
- regularnej armii irackiej, liczącej według różnych szacunków od 280 000 do 350 000 żołnierzy,
- Gwardii Republikańskiej, składającej się z czterech dywizji pancernych, liczących od 50 000 do 80 000 doborowych żołnierzy,
- oddziałów „fedainów Saddama” – słabo uzbrojonych, ale zdeterminowanych oddziałów paramilitarnych liczących od 20 000 do 40 000 członków.

W sumie siłom inwazyjnym opierało się ok. trzynastu dywizji piechoty, dziesięciu dywizji zmechanizowanych lub pancernych i kilku oddziałów sił specjalnych. Siły powietrzne i marynarka Iraku nie odegrały w konflikcie żadnej istotnej roli.
Oficjalnymi celami rozpoczęcia inwazji według prezydenta USA George'a W. Busha i premiera Wielkiej Brytanii Tony'ego Blaira były "rozbrojenie Iraku z broni masowego rażenia, zakończenie wspierania terroryzmu przez Saddama Husajna i uwolnienie narodu irackiego", mimo że zespół inspekcyjny ONZ kierowany przez Hansa Blixa oświadczył, że nie znalazł żadnych dowodów na istnienie broni masowego rażenia tuż przed rozpoczęciem inwazji. Inni kładą znacznie większy nacisk na wpływ ataków z 11 września, na rolę, jaką odegrały one w zmianie strategicznych kalkulacji USA, oraz na wzrost znaczenia agendy wolnościowej. Według Blaira, czynnikiem wyzwalającym był brak wykorzystania przez Irak „ostatecznej szansy” na rozbrojenie się z domniemanej broni nuklearnej, chemicznej i biologicznej, którą amerykańscy i brytyjscy urzędnicy nazwali bezpośrednim i niedopuszczalnym zagrożeniem dla pokoju na świecie.
W dniu 15 lutego 2003 r., na miesiąc przed inwazją, na całym świecie odbyły się protesty przeciwko wojnie w Iraku, w tym wiec trzech milionów ludzi w Rzymie, który został uznany przez Księgę rekordów Guinnessa za największy w historii wiec antywojenny. Według francuskiego politologa Dominique Reynié, między 3 stycznia a 12 kwietnia 2003 r. 36 milionów ludzi na całym świecie wzięło udział w prawie 3000 protestów przeciwko wojnie w Iraku.
Inwazja, jakkolwiek do działań przygotowywano się już od kilku miesięcy, rozpoczęła się formalnie od odezwy prezydenta USA George’a W. Busha, który domagał się od prezydenta Iraku Saddama Husajna i jego dwóch synów – Udaja i Kusaja, aby opuścili swój kraj w ciągu 48 godzin. Saddam Husajn kilka godzin później odmówił opuszczenia Iraku. Następnego dnia Ari Fleischer, rzecznik prasowy prezydenta USA, ogłosił, że Stany Zjednoczone Ameryki zaatakują Irak niezależnie od tego, czy Saddam Husajn opuści swój kraj, czy też nie, i że ostatecznym celem ataku będzie całkowite oczyszczenie tego kraju z sił wiernych Saddamowi Husajnowi i partii Baas.
Działania wojenne Stanów Zjednoczonych zostały oficjalnie nazwane „Operation Iraqi Liberation” (później używano nazwy „Operation Iraqi Freedom”), działania Wielkiej Brytanii były prowadzone pod nazwą „Operation Telic”, zaś siły australijskie nazwały swoje działania „Operation Falconer”.

## Preludium konfliktu
Po zakończeniu I wojny w Zatoce Perskiej w 1991 relacje między USA i Irakiem były napięte. Nadzieje na to, że dojdzie do obalenia Saddama Husajna przez samych Irakijczyków, okazały się płonne. Obawiano się, że Husajn dąży do odbudowy swojego potencjału militarnego, zwłaszcza w zakresie broni masowego rażenia.
Rada Bezpieczeństwa ONZ oraz rząd USA zastosowały po wojnie szereg sankcji gospodarczych mających na celu zmuszenie Saddama Husajna do przestrzegania rezolucji ONZ, zakazujących mu rozwijania programów rozbudowy broni masowego rażenia. W trakcie trwania rządów administracji Billa Clintona USA patrolowało stale przestrzeń powietrzną Iraku, aby dopilnowywać realizacji rezolucji ONZ, zakazującej lotów wojskowych w wyznaczonych strefach, zaś w samym Iraku stale przebywali inspektorzy ONZ, którzy nadzorowali przestrzeganie rezolucji ONZ o zakazie posiadania broni masowego rażenia.
W ramach wyborczej kampanii prezydenckiej USA w 2000 jednym z kluczowych postulatów George’a W. Busha było pełne wprowadzenie ustawy, przegłosowanej przez Kongres w roku 1998, „Iraq Liberation Act”, w której zalegalizowano finansowe i polityczne wspieranie opozycji antysaddamowskiej, skupionej w organizacji o nazwie Narodowy Kongres Iraku, co miało w zamyśle doprowadzić do obalenia Saddama Husajna.
Początkowo zamiarem Busha i skupionego wokół niego grona doradców wojskowych pracujących nad „Project for the New American Century”, było zwiększenie liczby lądowych wojsk amerykańskich stacjonujących wokół Iraku (w Arabii Saudyjskiej, Kuwejcie i Turcji) oraz zaostrzenie nacisków dyplomatyczno-gospodarczych na rząd Husajna, tak aby doprowadzić do jego obalenia przez samych Irakijczyków. Równolegle jednak, według słów Paula O’Neilla, pierwszego sekretarza skarbu rządu Busha, zlecono też opracowanie planu inwazji na Irak, w sytuacji gdyby naciski dyplomatyczno-gospodarcze nie przyniosły efektu.
Drastyczne zaostrzenie polityki Busha w stosunku do Iraku nastąpiło po ataku terrorystycznym 11 września 2001. Po akcie tym stworzono doktrynę „ataku prewencyjnego”, przyznając sobie „prawo inwazji na dowolny kraj w dowolnym momencie” w ramach tzw. wojny z terroryzmem. Wśród pierwszych potencjalnych celów tego rodzaju ataku od samego początku wymieniano rząd Husajna.
Pod koniec 2002 zaczął narastać kryzys wokół realizacji rezolucji Rady Bezpieczeństwa ONZ, które nakazywały pozbycie się przez Irak broni masowego rażenia i które zdaniem nadzorujących inspektorów ONZ nie były właściwie realizowane przez rząd Husajna. We wrześniu 2002 r. Senat i Izba Reprezentantów USA uchwaliły „Wspólną rezolucję zezwalającą na użycie sił zbrojnych USA przeciw Irakowi”. Rezolucja ta pozwalała prezydentowi USA chronić bezpieczeństwo narodowe USA przed ciągłym zagrożeniem ze strony Iraku oraz użyć przeciw niemu wszelkich środków legalnych w świetle rezolucji Rady Bezpieczeństwa ONZ, co w praktyce otwierało Bushowi możliwość rozpoczęcia działań zbrojnych, ale nie oznaczało formalnego wypowiedzenia wojny.
W listopadzie 2002 Rada Bezpieczeństwa ONZ uchwaliła rezolucję nr 1441, która dawała Irakowi 30 dni na ostateczne zastosowanie się do wcześniejszych rezolucji ONZ, a w szczególności przedstawienie dowodów zniszczenia zapasów broni masowego rażenia i dopuszczenie inspektorów ONZ do wszystkich obiektów na terenie Iraku. Przedostatni punkt (nr 13) tej rezolucji groził Irakowi bliżej niesprecyzowanymi „poważnymi konsekwencjami”, co było później interpretowane przez rządy koalicji antyirackiej jako legalna podstawa rozpoczęcia inwazji na ten kraj.
Z opinią tą do samego końca nie zgadzał się Sekretarz Generalny ONZ Kofi Annan, a także trzech stałych członków Rady Bezpieczeństwa ONZ: Chiny, Rosja i Francja, argumentując, że taka interpretacja punktu 13. rezolucji 1441 jest sprzeczna z aktem wyższego rzędu – Kartą Narodów Zjednoczonych, której artykuł 42. wyraźnie stwierdza nielegalność militarnego naruszenia granic suwerennego państwa bez osobnej rezolucji Rady Bezpieczeństwa, która jawnie zezwalałaby na takie naruszenie. Tymczasem przeciw planowanemu atakowi na Irak wypowiedziała się większość członków Rady Bezpieczeństwa – trzech z pięciu stałych (z których każdy ma prawo weta) oraz 7 z 10 członków niestałych.

## Powody ataku

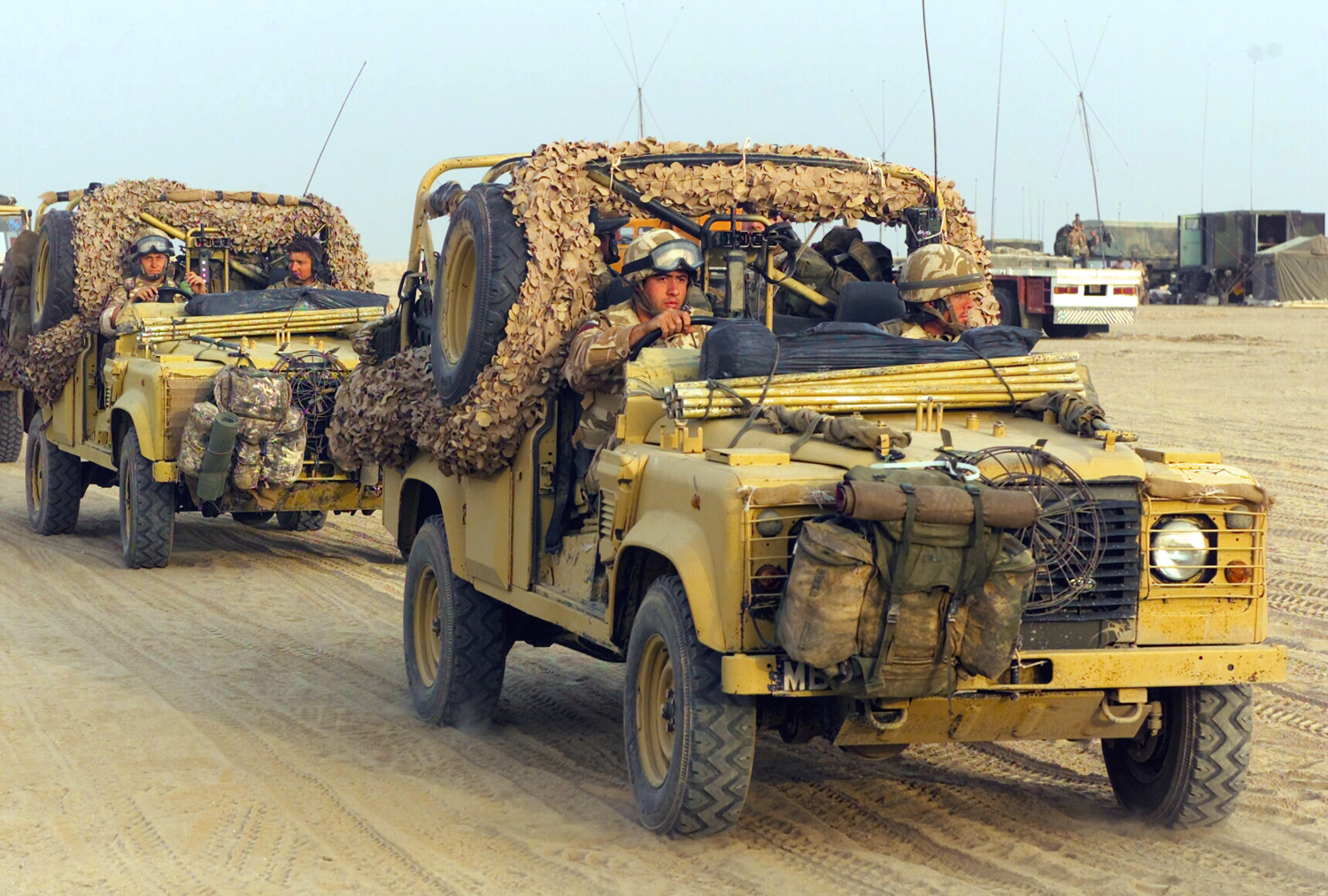
Brytyjscy żołnierze w Iraku

Pierwotnym powodem rozpoczęcia inwazji, według rezolucji o autoryzacji użycia siły zbrojnej przeciw Irakowi z 2002 wydanej przez Kongres Stanów Zjednoczonych w październiku 2002 r., było „rozbrojenie Iraku z broni masowego rażenia, zakończenie wspierania terroryzmu przez Saddama Husajna i uwolnienie narodu irackiego”. Po wojnie okazało się jednak, że ani broń masowego rażenia, ani związki Saddama Husajna z Al-Ka'idą nie istniały. Wyrażano też gotowość demokratycznej przebudowy Iraku, lecz nie stworzono odpowiedniego planu działania. Wojna miała przynieść zmianę warunków bezpieczeństwa w regionie Bliskiego Wschodu, przynieść wielowymiarowe korzyści gospodarcze oraz służyć przekształceniu porządku międzynarodowego w hegemoniczny, co również się nie powiodło.

### Domniemane powiązania reżimu Saddama Husajna z Al-Ka’idą
Jako dowód na współpracę irackiego reżimu z Al-Ka’idą administracja Busha przedstawiła wyznania libijskiego członka organizacji, Ibn asz-Szajcha al-Libiego. Al-Libi, szef położonego w Afganistanie obozu szkoleniowego Al-Ka’idy Al-Chaldan, w 2001 został pojmany przez służby pakistańskie na granicy pomiędzy Pakistanem a Afganistanem i przekazany władzom amerykańskim, które na początku 2002 przeniosły go do Egiptu. Poddany przez tamtejsze służby torturom (był m.in. przetrzymywany przez 17 godzin w ciasnej skrzyni, a następnie bity przez 15 minut) zeznał, że Usama ibn Ladin wysłał dwóch ludzi do Iraku w celu odbycia szkolenia w zakresie użycia broni biologicznej i chemicznej. Już w 2002 CIA i DIA podały świadectwo al-Libiego w wątpliwość, twierdząc, że Libijczyk celowo wprowadził przesłuchujących go funkcjonariuszy w błąd. W 2005 Bush przyznał, że decyzję o inwazji na Irak podjął, korzystając z błędnych informacji wywiadowczych.

### Ropa naftowa
Sekretarz skarbu Busha Paul O'Neill powiedział, że na dwóch pierwszych spotkaniach Rady Bezpieczeństwa Narodowego omawiano inwazję na Irak. Otrzymał materiały informacyjne zatytułowane „Plan for post-Saddam Iraq” (pol. Plan dla Iraku po Saddamie), które przewidywały podział irackich bogactw naftowych. Dokument Departamentu Obrony Stanów Zjednoczonych z 5 marca 2001 r. nosił tytuł „Foreign Suitors for Iraqi Oilfield contracts” (pol. Zagraniczni pretendenci do kontraktów na irackie pola naftowe) i zawierał mapę potencjalnych obszarów poszukiwań.
Po zakończeniu wojny, w lipcu 2003 r. ówczesny Minister Spraw Zagranicznych Polski, Włodzimierz Cimoszewicz, powiedział, że „Nie ukrywaliśmy i nie ukrywamy, że chcielibyśmy, żeby polskie firmy petrochemiczne miały wreszcie bezpośredni dostęp do źródeł surowca”, oraz że „priorytetowym celem polskich firm w Iraku jest uzyskanie dostępu do pól naftowych”. Uwaga ta pojawiła się po tym, jak grupa polskich firm podpisała umowę z Kellogg, Brown and Root, spółką zależną Halliburton, która wygrała kontrakty warte miliony dolarów na odbudowę Iraku. Cimoszewicz określił dostęp do pól naftowych jako „nasz finalny cel”.
Jeden z raportów dziennikarza BBC Gregory'ego Palasta powołującego się na nienazwanych „insiderów” twierdził, że Stany Zjednoczone „wezwały do wyprzedaży wszystkich irackich pól naftowych i planowały zamach stanu w Iraku na długo przed 11 września”. Palast napisał również, że „nowy plan został opracowany przez neokonserwatystów zamierzających wykorzystać iracką ropę do zniszczenia kartelu OPEC poprzez masowy wzrost produkcji powyżej kwot OPEC”, ale produkcja ropy w Iraku spadła po wojnie w Iraku.
Wielu krytyków skupiło się na wcześniejszych relacjach urzędników administracji z korporacjami energetycznymi. Zarówno George W. Bush, jak i Dick Cheney byli w przeszłości dyrektorami generalnymi firm naftowych i powiązanych z ropą, takich jak Arbusto, Harken Energy, Spectrum 7 i Halliburton. Przed inwazją na Irak w 2003 r., a nawet przed wojną z terroryzmem, administracja wywołała niepokój o to, czy powiązania członków gabinetu z sektorem prywatnym (w tym doradczyni ds. bezpieczeństwa narodowego Condoleezzy Rice, byłej dyrektorki Chevronu, i sekretarza handlu Donalda Evansa, byłego szefa Tom Brown Inc.) wpłyną na ich osąd polityki energetycznej.

## Przebieg ataku

### Przygotowania do inwazji
Przed oficjalnym rozpoczęciem inwazji, od początku 2002, amerykańskie i brytyjskie lotnictwo przeprowadziło akcję znaną jako „Operation Southern Focus”, która polegała na wykorzystaniu lotów patrolowych w ONZ-owskich strefach zakazu lotu, do zniszczenia znacznej części infrastruktury obrony przeciwlotniczej Iraku. Od połowy 2002, po zniszczeniu obrony przeciwlotniczej, celami ataku z powietrza stały się dokładnie wyselekcjonowane elementy lądowego systemu obronnego Iraku – takie jak centra dowodzenia, linie umocnień itp.
Intensywność nalotów w ramach „Operation Southern Focus” była stopniowo zwiększana. W kwietniu 2002 użyto 0,3 tony bomb, między majem i sierpniem zużywano już od 7 do 14 ton bomb miesięcznie, zaś szczyt bombardowań miał miejsce we wrześniu, kiedy to zrzucono na Irak aż 54,6 tony bomb. Wszystko to miało miejsce przed oficjalnym zaaprobowaniem rozpoczęcia wojny przez Kongres USA, 11 października 2002. Kulminacją ataków bombowych był rajd 100 samolotów, który miał miejsce 5 września 2002. Według relacji gazety „New Statesman” celem ataku nie było zapobieżenie atakom na amerykańskie patrole graniczne, jak to oficjalnie twierdzono, lecz zabezpieczenie utajnionej akcji wkroczenia brytyjskich oddziałów specjalnych z terenu Jordanii do południowego Iraku, których zadaniem było przygotowanie rebelii kurdyjskiej.

### Pierwszy etap inwazji
Inwazja rozpoczęła się oficjalnie o godzinie 02:30 UTC (05:30 czasu lokalnego) nalotem bombowym na Bagdad skoordynowanym z przekroczeniem granicy Iraku od południa przez Australian Special Air Service Regiment. Zadaniem nalotów było zabicie Saddama i 55 ważnych urzędników irackich, co spowodowałoby zniszczenie irackiej struktury dowodzenia i spowodowało chaos w irackich szeregach. O 3:15 UTC (06:15 czasu lokalnego), prezydent USA George W. Bush ogłosił publicznie, że wydał rozkaz wojskom koalicji, aby przystąpiły do ataku na Irak.
Przed inwazją oczekiwano powszechnie, że zostanie ona poprzedzona długotrwałą kampanią niszczenia kluczowych celów strategicznych z powietrza, tak jak to było w czasie I wojny irackiej. Tym razem jednak dowództwo sił koalicyjnych zdecydowało się od samego początku prowadzić akcję jednocześnie z powietrza i lądu, licząc na efekt zaskoczenia przez mobilne i szybko przemieszczające się dywizje pancerne oraz oddziały sił specjalnych. Liczono przy tym, że szok wywołany inwazją spowoduje szybki upadek Husajna, poprzez rebelię wewnątrz kraju i masowe poparcie dla sił inwazyjnych, w momencie gdy stanie się oczywiste, że wojska irackie nie mają żadnych szans na zwycięstwo.
Ze względu na to, że Turcja odmówiła zgody na użycie jej terytorium na zorganizowanie ataku od północy (pomimo nacisków ze strony koalicjantów wywieranych do ostatniej chwili), musiano porzucić plan jednoczesnego zmasowanego ataku z obu stron naraz. Cała operacja inwazyjna była prowadzona z baz w Kuwejcie i innych krajów Zatoki Perskiej. W rezultacie wiele jednostek, które miały atakować od północy, zostało nagle przeniesionych do baz w Kuwejcie i nie osiągnęło stanu gotowości bojowej w dniu rozpoczęcia inwazji. Wielu obserwatorów uważało, że siły amerykańskie na początku inwazji były niewystarczające, co w połączeniu z brakiem oczekiwanego poparcia ludności i nieoczekiwanym początkowym silnym oporem wojsk irackich zwiększyło straty i spowolniło przebieg całej operacji. Niemniej jednak, w ocenie większości obserwatorów inwazja przebiegła szybko, prowadząc do upadku rządu i likwidacji sił zbrojnych Iraku w ciągu trzech tygodni od rozpoczęcia tej operacji.
Szczególnie dużą uwagę w pierwszym etapie inwazji zwrócono na zabezpieczenie pól roponośnych i infrastruktury wydobycia i transportu ropy naftowej, aby uniknąć sytuacji podpalenia tych pól i spowodowania katastrofy ekologicznej, jak to miało miejsce w czasie I wojny irackiej. Stworzyło to początkowo wrażenie braku postępu inwazji, gdyż zadaniem tych oddziałów nie było wkraczanie w głąb terenów Iraku, lecz umocnienie się i zabezpieczenie ściśle określonych, niewielkich obszarów tego kraju. Zadanie to wypełniało m.in. brytyjskie 3rd Commando Brigade Royal Marines, które przeprowadziło atak z użyciem amfibii na półwysep Al-Fau wieczorem 20 marca i było wspierane przez okręty Royal Navy, Royal Australian Navy, oraz działania sił specjalnych, m.in. polskiego GROM-u. 15th Marine Expeditionary Unit, razem z polskim Gromem, wspierane przez główne oddziały 3 Commando Brigade miało za zadanie przejęcie kontroli nad portem Umm Kasr i zajęcie tego miasta. Podobne zadanie na południu Iraku dostała 16 Air Assault Brigade, która zabezpieczyła tereny roponośne Rumaila.

F-117 zrzucający bombę GBU-27; samolotów z tymi bombami użyto w Iraku

Zadaniem głównej części sił inwazyjnych złożonych z 148 tysięcy żołnierzy amerykańskich, 47 tysięcy żołnierzy brytyjskich, 2000 australijskich i 180 polskich żołnierzy GROM, było przeprowadzenie jak najszybszego rajdu do wnętrza Iraku, ze szczególnym ukierunkowaniem na Bagdad, z początkowym pominięciem innych miast po drodze. W ramach tych sił zdecydowanie przeważały jednostki amerykańskie. W ramach tego planu 3 Dywizja Piechoty (USA) kierowała się przez tereny pustynne z zachodu na północ, a 1st Marine Expeditionary Force i brytyjska 1 Dywizja Pancerna podążały na północ od wschodu przez tereny podmokłe wzdłuż dolin Eufratu i Tygrysu. Siły te programowo omijały duże miasta i ogniska oporu wroga, chyba że ich atak był strategiczną koniecznością.
Wyjątek zrobiono tylko dla miasta Basra, wokół którego toczyły się ze zmiennym szczęściem dwutygodniowe, wyczerpujące walki pancerne, głównie z udziałem sił brytyjskich: 7 Brygada Pancerna („The Desert Rats”), 3 Pułk Spadochronowy i Royal Scots Dragoon Guards. Ta ostatnia jednostka stoczyła największą walkę pancerną w tej wojnie, niszcząc w bezpośrednim boju 14 czołgów irackich i zajmując 27 marca przedmieścia Basry. Zadaniem tych walk było jednak w głównym stopniu związanie elitarnych sił fedainów Husajna i Gwardii Republikańskiej, aby odciągnąć je od blokowania marszu na Bagdad oraz zabezpieczenie głównego portu przeładunkowego sił inwazyjnych, czyli Umm Kasr. 27 marca wojsko irackie skapitulowało pod An-Nasirijją. W momencie, gdy siły amerykańskie maszerujące od wschodu przez pustynię zostały zatrzymane 9 kwietnia pod Al-Amarah, część oddziałów brytyjskich zaangażowanych pod Basrą została natychmiast przerzucona, aby wesprzeć i przyspieszyć atak na Bagdad, co spowodowało zmniejszenie natężenia walk wokół Basry.
Oddziały skierowane do ataku na Bagdad od zachodu natrafiły na pierwszy poważny opór w okolicach Al-Hilli i Karbali. Marsz został spowolniony przez intensywne burze piaskowe oraz kłopoty z logistyką i zaopatrzeniem, które umożliwiły siłom irackim zorientowanie się w sytuacji i zorganizowanie ognisk oporu. Walki o Basrę zostały wsparte przez 2 Batalion US 5th Special Forces Group (tzw. Zielone Berety), do którego zadań należał też rekonesans i zwalczanie ognisk oporu w Karbali i kilku innych miastach. Zadania te wspomagał też polski GROM.
Na północy zostały zrzucone z powietrza oddziały specjalne USA (m.in. 10th SFG), które dostały zadanie wsparcia powstania zorganizowanego przez Patriotyczną Unię Kurdystanu i Demokratyczną Partię Kurdystanu. Zadaniem 10th Special Forces Group (ODA i ODB) – oddziału amerykańskich sił specjalnych, które wcześniej przeniknęły na te tereny, było zniszczenie Ansar al-Islam, głównej siedziby armii irackiej w Kurdystanie, znajdującej się w mieście Sargat. Po zdobyciu Sargat, oddziały aliantów wraz z powstańczą armią kurdyjską skierowały się na południe, aby zaatakować Tikrit, rodzinne miasto Husajna. Równolegle, amerykańska 173. Brygada Powietrznodesantowa została zrzucona na H3 – największą bazę lotniczą Iraku, aby wyłączyć ją z działań bojowych.

### Zajęcie Bagdadu
Po zniszczeniu ognisk oporu w Karbali i Al-Hilli droga do Bagdadu stanęła otworem. Po trzech tygodniach od rozpoczęcia inwazji oddziały amerykańskie dotarły pod Bagdad od południa i zachodu i szczelnie go otoczyły. Początkowo planowano rozpoczęcie walk miejskich „o każdą ulicę”, z użyciem oddziałów specjalnych zrzucanych na Bagdad z powietrza, które miały przebiegać pod kodową nazwą „Thunder Run”.
Wcześniej jednak przeprowadzono rekonesans, wysyłając na rogatki Bagdadu oddział 30 czołgów, którego zadaniem było zajęcie lotniska cywilnego. Oddział ten napotkał bardzo silny opór, złożony jednak prawie wyłącznie z oddziałów słabo uzbrojonych fedainów, których jedyną skuteczną bronią były samobójcze ataki na czołgi. Po zajęciu lotniska zdecydowano się kontynuować atak pancerny, który po dwóch dniach zakończył się wkroczeniem oddziałów amerykańskich do centrum Bagdadu i zajęciem głównego pałacu Husajna, do którego przeniesiono główną bazę operacji. Po ukazaniu się w mediach relacji telewizyjnej z zajęcia pałacu Husajna iracka obrona Bagdadu uległa samorzutnej dezorganizacji poprzez masowe dezercje całych oddziałów irackich. Członkowie rządu irackiego albo zaczęli się ukrywać, albo dobrowolnie oddawali się do amerykańskiej niewoli. 9 kwietnia 2003 Bagdad znajdował się już formalnie pod kontrolą sił amerykańskich i ogłoszono oficjalnie przejęcie władzy w całym kraju.
Saddam Husajn i większość członków jego rodziny zniknęli. Wielu Irakijczyków wyszło na ulice i zaczęło niszczyć obiekty kultu Husajna, obalając jego pomniki i niszcząc jego wizerunki. Spontaniczność tych aktów była później podawana w wątpliwość. Jednym z najbardziej znanych aktów tego rodzaju było obalenie pomnika Saddama na głównym placu w Bagdadzie z użyciem amerykańskiego wozu opancerzonego, przy aplauzie obserwujących to mieszkańców Bagdadu. Później wielu z tych mieszkańców twierdziło, że zostali zapędzeni pod pomnik siłą i wyrażali swój „entuzjazm” ze strachu.
Generał Tommy Franks, po ogłoszeniu przejęcia władzy w Iraku, został mianowany głównodowodzącym wojsk okupacyjnych. Zaraz po nagłym i zaskakującym załamaniu się obrony Bagdadu krążyły opowieści, że między dowódcami amerykańskimi a iracką elitą wojskową została zawiązana cicha umowa, w ramach której zapłacono bliżej nieznane sumy pieniędzy i zapewniono osobiste bezpieczeństwo w zamian za odstąpienie od walk. W maju 2003 generał Frank, po odejściu na emeryturę, potwierdził w wywiadzie prasowym dla czasopisma Defense Week, że tego rodzaju porozumienie istotnie miało miejsce, jednak nie podał na ten temat żadnych bliższych szczegółów.
Po zajęciu kluczowych punktów w Bagdadzie głównym zadaniem wojsk, zwanych od tego momentu okupacyjnymi, było znalezienie i aresztowanie kluczowych postaci reżimu Husajna, których listę przedstawiono w mediach w formie kart do gry z twarzami poszukiwanych. Cała operacja została nazwana „Operation Red Dawn”.
22 lipca 2003, w czasie rajdu US 101st Airborne Division i żołnierzy z „Task Force 20”, zabici zostali synowie Saddama Husajna – Udaj Husajn i Kusaj Husajn, a także jedno z jego wnucząt. Saddam Husajn został aresztowany 13 grudnia 2003 przez U.S. 4th Infantry Division i żołnierzy z Task Force 121.

### Walki w innych rejonach Iraku

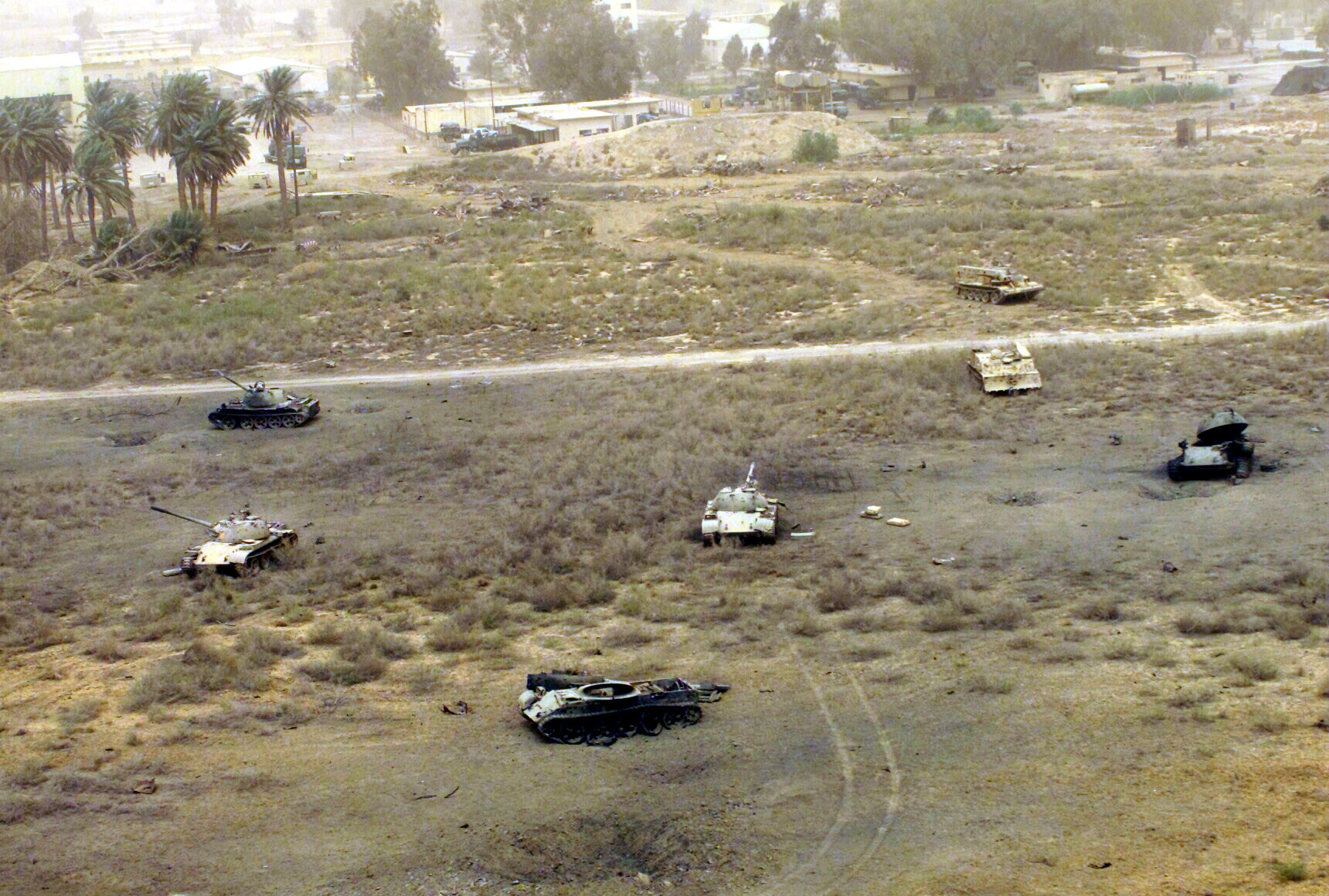
Grupa zniszczonych irackich czołgów

Na północy siły kurdyjskie od dawna już posiadały rzeczywistą kontrolę nad iracką częścią Kurdystanu. Z pomocą brytyjskich i amerykańskich oddziałów specjalnych oraz amerykańskiego wsparcia lotniczego otoczyły i zajęły one Kirkuk 10 kwietnia.
Amerykańskie siły specjalne prowadziły też działania w zachodnim Iraku w celu przejęcia kontroli nad drogami i bazami lotniczymi przy granicy z Syrią. Działania te miały częściowo charakter pozorowany, którego celem było głównie stworzenie wrażenia, że nie ma co liczyć na pomoc ze strony Syrii i że ewentualna droga ucieczki do tego kraju jest już zablokowana.
Najsilniejszy opór wojsk irackich utrzymywał się w rodzinnym mieście Husajna, Tikricie, który był otoczony przez partyzanckie siły kurdyjskie oraz nieliczne oddziały brytyjskich i amerykańskich sił specjalnych. Tikrit został ostatecznie zdobyty dopiero 15 kwietnia po wsparciu atakiem z powietrza i oddziałami pancernymi przysłanymi z okolic Bagdadu.

### Podsumowanie działań militarnych
Z czysto militarnego punktu widzenia wojna zakończyła się pełnym sukcesem. Siły koalicji obaliły rząd Husajna i opanowały kluczowe miasta Iraku w 28 dni, przy stosunkowo niskiej liczbie strat własnych, ograniczonej liczbie ofiar wśród ludności cywilnej, a nawet irackich żołnierzy. Dokonano tego przy użyciu niemal 5-krotnie mniejszej liczby żołnierzy niż w czasie I wojny w Zatoce Perskiej. Użycie tak skromnych liczbowo sił okazało się jednak błędem. Tuż po zwycięstwie brakowało bowiem przez długi czas wystarczających sił, aby zaprowadzić elementarny porządek na zajętych terenach, czego skutkiem był dość długi okres panowania niemal całkowitego bezprawia i chaosu na terenie podbitego Iraku. Dało to również czas na zorganizowanie się i zakonspirowanie irackich sił partyzanckich, które w warunkach chaosu nie miały żadnego problemu z pozyskaniem dużych zasobów uzbrojenia i organizacją kryjówek.

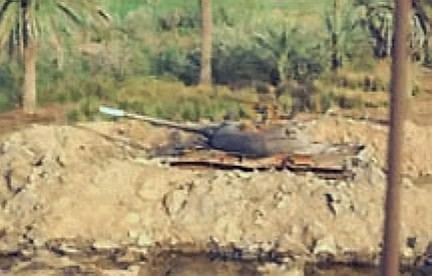
Zniszczony iracki czołg Typ 69 niedaleko szpitala w Nasirijji

Armia iracka stworzona przez Saddama Husajna okazała się niemal całkowicie niezdolna do walki z dużo lepiej uzbrojonymi i wyszkolonymi siłami koalicyjnymi i jej działalność ograniczała się do stworzenia nielicznych, chaotycznych i źle zorganizowanych ognisk oporu, które w niewielkim tylko stopniu opóźniły postępy inwazji. Czołgi T-72, najlepszy element uzbrojenia armii irackiej, okazały się zupełnie przestarzałe i na dodatek brakowało do nich części zamiennych, wskutek czego nie stanowiły dla koalicyjnych sił pancernych równorzędnego przeciwnika. Większość z nich została zniszczona z powietrza, a resztki, które zostały, nie miały żadnych szans w starciu z wojskami koalicji. Lotnictwo irackie zostało całkowicie uziemione jeszcze przed rozpoczęciem inwazji i koalicja miała przez cały czas absolutną przewagę w powietrzu, niszcząc większość oddziałów irackich zanim docierały do ich pozycji jednostki lądowe.
Dwa główne czołgi sił koalicji, amerykański M1 Abrams i brytyjski Challenger 2, dowiodły swojej skuteczności w szybkiej akcji zajmowania terenów wroga. Ani jeden z tych czołgów nie został stracony w walce z czołgami i artylerią przeciwnika. Stracono jedynie kilka czołgów w wyniku ataków z ręcznych wyrzutni rakietowych oraz w wyniku „przyjacielskiego ognia”.
Armię iracką cechowało od początku konfliktu niskie morale, nawet w elitarnych jednostkach Gwardii Republikańskiej. W obliczu nadciągających oddziałów koalicyjnych „znikały” całe jednostki irackie, których żołnierze zrzucali z siebie mundury i znikali wśród ludności cywilnej. Wielu oficerów armii irackiej zostało przekupionych przez CIA lub przymuszonych do poddania się po otoczeniu przez wojska koalicji lub odcięciu od źródeł zaopatrzenia i pozbawieniu centralnego dowodzenia. Co więcej, armia iracka była fatalnie dowodzona przez niekompetentnych polityków. Przykładem tego była obrona Bagdadu, dowodzona przez syna Saddama – Kusaja Husajna, który kilkanaście razy przed przybyciem wojsk koalicji zmieniał jej koncepcję, zmuszając elitarne oddziały do niepotrzebnych manewrów, uniemożliwiających skuteczne przygotowanie pozycji obronnych, co dodatkowo obniżyło ich morale i zniechęciło do stawienia prawdziwego oporu.

## Bezpośrednie rezultaty wojny

### Okres braku kontroli nad bezpieczeństwem wewnętrznym
Zaraz po upadku rządu Husajna rozpoczął się okres niekontrolowanego przez nikogo bezprawia, z którego skorzystali liczni rabusie. M.in. niemal doszczętnie ograbiono bezcenne zasoby Narodowego Muzeum Iraku. Siły amerykańskie skoncentrowały się na ochronie obiektów, które zostały uznane za kluczowe, i nie starczyło już oddziałów do strzeżenia „mniej ważnych obiektów”. Wybór tych obiektów wynikał raczej z interesu USA, niż miejscowej ludności. W pierwszej kolejności zabezpieczono pałace rodziny Saddama Husajna, Ministerstwo Wydobycia Ropy Naftowej, Ministerstwo Spraw Wewnętrznych oraz kilka wybranych szpitali, elektrowni i ujęć wody. Rabusiami byli w większości sami Irakijczycy, jednak nieustalony do dzisiaj odsetek rabusiów wywodził się także z żołnierzy US Army.
Kilka tygodni po zajęciu Bagdadu sytuacja była nadal fatalna, ze względu na nieprzygotowanie sił okupacyjnych do prowadzenia działań policyjnych. Dopiero przysłanie jednostek FBI poprawiło nieco sytuację. FBI odzyskało sporą część zbiorów Muzeum Narodowego, jednak wielu z najcenniejszych obiektów nie odnaleziono do dzisiaj. Istnieją spekulacje, że Muzeum zostało okradzione z najcenniejszych zabytków jeszcze przed upadkiem rządu Husajna. Wiele z sejfów, w których zamknięto lub miano zamknąć najcenniejsze zabytki, zostało ogołoconych przez osoby, które miały do nich klucze, gdyż nie były one rozprute, lecz zwyczajnie otwarte.
Muzeum Narodowe było tylko jednym z wielu muzeów, które zostały okradzione. Zniszczenia cennych zabytków miały też miejsce na skutek samych działań wojennych. Zainab Bahrani, profesor archeologii z Uniwersytetu Columbia opisała lądowisko helikopterowe, które zbudowano w środku wykopalisk w Babilonie. Startujące i lądujące helikoptery wzbudzały ogromne ilości pyłu i generowały drgania, które dokonały wielu zniszczeń w tym miejscu. Na skutek tego m.in. zawaliły się ściany świątyni Nabu i dach świątyni Ninmah, datowanych na VI w. p.n.e. Dużo strat zostało też spowodowanych brakiem prądu elektrycznego i możliwości klimatyzowania wnętrz muzealnych. M.in. zniszczeniu uległy archiwa osmańskie w Narodowej Bibliotece Iraku.

### Oficjalne zakończenie działań militarnych i „procesu normalizacji”

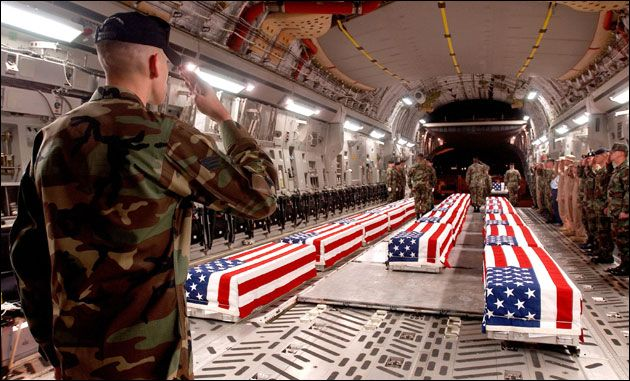
Trumny z amerykańskimi żołnierzami zabitymi w Iraku

1 maja 2003 samolot Lockheed S-3 Viking z George’em W. Bushem na pokładzie wylądował na pokładzie lotniskowca USS Abraham Lincoln. Bush wygłosił zaraz po lądowaniu przemówienie, w którym ogłosił, że główne działania bojowe w ramach inwazji na Irak zostały już zakończone. Większość komentatorów politycznych w USA uznała to za niepotrzebny „gest teatralny” – zwłaszcza że nie istniała zupełnie konieczność lotu wojskowym odrzutowcem, gdyż lotniskowiec był kilkanaście kilometrów od wybrzeży San Diego i można było do niego dotrzeć zwykłym, prezydenckim helikopterem. W istocie lotniskowiec ten został ustawiony tak, aby kamery telewizyjne nie zarejestrowały bliskości lądu i jednocześnie na tyle blisko, aby skrócić do minimum lot Busha. Na skutek krytyki Ari Fleischer, rzecznik prasowy Białego Domu, wystąpił kilka dni później na konferencji prasowej, przyznając częściową rację dziennikarzom i zgodził się, że przemówienie Busha było przedwczesne, jako że po 1 maja 2003 w Iraku nadal dochodziło do licznych starć zbrojnych.
Zakończenie „głównych działań wojskowych” w istocie nie oznaczało, że do Iraku powrócił pokój – od 1 maja 2003 toczyły się tam bowiem mniejsze i większe boje, w okresie okupacji Iraku. Początkowo koncentrowały się one na terenach zamieszkanych przez sunnitów, spośród których wywodzili się niemal wszyscy członkowie reżimu Husajna. Później jednak, wraz z konsolidacją i wzrostem stopnia zorganizowania podziemnych oddziałów irackich walczących z okupantami, walki partyzanckie, akty sabotażu i terroryzmu rozlały się praktycznie po całym kraju. Z ponad 1600 (do lipca 2005) strat amerykańskich, ponad 1300 wydarzyło się już po 1 maja 2003.

### Straty po obu stronach
Nie istnieją dokładne i wiarygodne statystyki strat po obu stronach, a także wśród ludności cywilnej. Szacunki prowadzone z różnych punktów widzenia różnią się w bardzo szerokim zakresie. Poniższa tabela podaje szacunkowe straty zarówno w czasie samej inwazji, jak i w czasie okupacji (stan na 20 czerwca 2007).
| Grupa                              | Straty | Źródło                      |
| ---------------------------------- | --- | --------------------------- |
| Irakijczycy                        | Liczba zabitych cywili waha się od 22 787 do 25 814. 21 października 2006 prestiżowy brytyjski magazyn medyczny „The Lancet” opublikował szacunkową liczbę ofiar po stronie irackiej od marca 2003 do czerwca 2006. Wynosi ona ok. 655 tys. osób, w większości cywilów. | [ 32 ] [ 31 ] [ 33 ] [ 34 ] |
| Siły zbrojne USA                   | 3533 zabitych, 52 571 rannych w boju (34 650 ewakuowanych) + nieznana liczba rannych poza bojem | [ 35 ] [ 36 ]               |
| Siły zbrojne koalicjantów          | 279 (w tym 28 Polaków) | [ 37 ]                      |
| Cywile niebędący obywatelami Iraku | od 249 do 429 |                             |